# Кошкаров Аскольд Юрійович
Аскольд Юрійович Кошкаров (нар. 3 жовтня 1965) — український волейболіст, дефлімпійський чемпіон (1997) та срібний призер (2001).